# Macropholidus huancabambae
Espèce
Synonymes
- Pholidobolus huancabambae Reeder, 1996

Macropholidus huancabambae est une espèce de sauriens de la famille des Gymnophthalmidae.

## Répartition
Cette espèce est endémique du Nord du Pérou. Elle se rencontre dans la dépression Huancabamba.

## Étymologie
Cette espèce est nommée en référence au lieu de sa découverte, la dépression Huancabamba.

## Publication originale
- Reeder, 1996 : A new species of Pholidobolus (Squamata: Gymnophthalmidae) from the Huancabamba depression of northern Peru. Herpetologica, vol. 52, no 2, p. 282-289.